# Celadonia scapularis
Celadonia scapularis is een keversoort uit de familie Callirhipidae. De wetenschappelijke naam van de soort werd in 1834 als Callirhipis scapularis gepubliceerd door Francis de Laporte de Castelnau.